# Rhyacophila clavalis
Rhyacophila clavalis là một loài Trichoptera trong họ Rhyacophilidae. Chúng phân bố ở miền Cổ bắc.